# Slaget på Vänerns is
Slaget på Vänerns is är en strid mellan sagokungarna Adils den mäktige och Ale den uppländske som nämns i de isländska sagorna och i Beowulfkvädet. 
Huruvida slaget har någon verklig historisk bakgrund är oklart, men vissa forskare, t.ex. Elias Wessén, har ändå daterat det till 500-talet, då det enligt Beowulfkvädet har skett under samma tid som Hygelacs sjötåg till Frisland, en händelse som kunnat bekräftas av en pålitlig källa.

## Beowulfkvädet
I Beowulfkvädet berättas att sveakungen Ohtere har dött och hans broder Onela tagit över tronen. Ohteres söner Eanmund och Eadgils är tvungna att fly till geaternas land och söker tillflykt hos dess konung Heardred. Detta får Onela att anfalla geaterna och döda både Eanmund och Heardred. I syfte att hämnas sin kung och frände beslutar sig Beowulf för att hjälpa Eadgils vinna makten i Sveariket. Ett slag utkämpas på "den frostkalla sjön"[källa behövs] mellan Geatland och Svealand varunder Eadgils dräper Onela och blir svearnas konung.

## De isländska sagorna
I de isländska sagorna berättas historien annorlunda. Huvudpersonen heter här Adils, vilket motsvarar Eadgils i Beowulfkvädet och är son till Ottar Vendelkråka, medan Onela motsvaras av Ale den uppländske, som emellertid sägs vara från de norska Opplanden. Inget släktskap dem emellan nämns. I Ynglingasagan säger Snorre Sturlasson att Adils utkämpade ett hårt slag med Ale på Vänerns is där den förre stod som segrare. Snorre berättar att mycket om slaget finns återgivet i Sköldungasagan och att Adils tog hästen Ravn från den döde Ale. Enligt hans Edda skall Adils ha haft hjälp av Rolf Krakes bärsärkar, bland annat Bödvar bjarke, och förutom Ravn dessutom tagit hjälmen Hildegalt.
Sköldungasagan har gått förlorad, men i slutet av 1500-talet sparade Arngrímur Jónsson en bit information från denna saga på latin. Han skrev: "Det vart fiendskap mellan Adils av Sverige och den norske kungen Ale av Uppland. De beslöt sig för att kämpa på sjön Vänerns is. Adils vann och tog hans hjälm, ringbrynja och häst."
Att Ale benämns som norrman i den isländska traditionen har av forskare förklarats med att det skett en missuppfattning av dennes tillnamn, hinn Upplenzki. Det skulle, enligt denna tankegång, från början  ha avsett det svenska Uppland, men omtolkades till norska Opplanden varigenom Ale kom att uppfattas som norrman.